# Антонито (Колорадо)
Антонито (енгл. Antonito) град је у америчкој савезној држави Колорадо.

## Демографија
По попису из 2010. године број становника је 781, што је 92 (-10,5%) становника мање него 2000. године.
| Група             | 2000.       | 2010.       |
| Белци             | 64 (7,3%)   | 98 (12,5%)  |
| Афроамериканци    | 1 (0,1%)    | 6 (0,8%)    |
| Азијати           | 2 (0,2%)    | 1 (0,1%)    |
| Хиспаноамериканци | 788 (90,3%) | 665 (85,1%) |
| Укупно            | 873         | 781         |